# Luke Millar
Luke Millar ist ein neuseeländischer Filmtechniker für Visuelle Effekte.

## Karriere
Millar begann seine Karriere 2002 mit The Dancer’s Body. Im Jahr 2007 arbeitete er für MPC an Sweeney Todd – Der teuflische Barbier aus der Fleet Street von Tim Burton. Schließlich schloss er sich 2009 dem Animationsstudio Wētā FX an, wo er die Der-Hobbit-Filmtrilogie beaufsichtigte. Auch entwickelte er die interne Lichtsetzungssoftware „PhysLight“. Im Jahr 2017 wurde er mit einem HPA Award für die Effekte in Planet der Affen: Survival ausgezeichnet. Schließlich arbeitete er 2024 an Better Man – Die Robbie Williams Story von Regisseur Michael Gracey. Zusammen mit David Clayton, Keith Herft und Peter Stubbs wurde er bei der Oscarverleihung 2025 in der Kategorie Beste visuelle Effekte nominiert.
Millar ist Mitglied der Visual Effects Society.

## Filmografie (Auswahl)
- 2002: The Dancer’s Body
- 2005: Batman Begins
- 2007: Sweeney Todd – Der teuflische Barbier aus der Fleet Street
- 2008: Ruinen
- 2008: Australia
- 2008: The Spirit
- 2009: Avatar – Aufbruch nach Pandora
- 2011: X-Men: Erste Entscheidung
- 2011: Die Abenteuer von Tim und Struppi – Das Geheimnis der Einhorn
- 2012: Abraham Lincoln Vampirjäger
- 2012: Der Hobbit: Eine unerwartete Reise
- 2013: Wolverine: Weg des Kriegers
- 2013: Der Hobbit: Smaugs Einöde
- 2014: Planet der Affen: Revolution
- 2014: Der Hobbit: Die Schlacht der Fünf Heere
- 2015: Die Tribute von Panem – Mockingjay Teil 2
- 2016: BFG – Big Friendly Giant
- 2017: Planet der Affen: Survival
- 2018: Mortal Engines: Krieg der Städte
- 2021: Jungle Cruise
- 2022: Thor: Love and Thunder
- 2024: Better Man – Die Robbie Williams Story

## Auszeichnungen (Auswahl)
- 2017: HPA Award in der Kategorie Beste visuelle Effekte für Planet der Affen: Survival
- 2017: Annie-Award-Nominierung in der Kategorie Herausragende Animationsleistung für BFG – Big Friendly Giant
- 2021: HPA-Award-Nominierung Beste visuelle Effekte für Jungle Cruise
- 2025: AACTA Award in der Kategorie Beste visuelle Effekte für Better Man – Die Robbie Williams Story
- 2025: VES-Award-Nominierung in der Kategorie Herausragende visuelle Effekte in einem fotorealistischen Film für Better Man – Die Robbie Williams Story
- 2025: Critics’-Choice-Movie-Award-Nominierung in der Kategorie Beste visuelle Effekte für Better Man – Die Robbie Williams Story
- 2025: BAFTA-Nominierung in der Kategorie Beste visuelle Effekte für Better Man – Die Robbie Williams Story
- 2025: Oscar-Nominierung in der Kategorie Beste visuelle Effekte für Better Man – Die Robbie Williams Story